# ぷらちなロンドンブーツ
『ぷらちなロンドンブーツ』は、テレビ朝日および系列局で1996年4月1日から2004年9月24日まで放送されたバラエティ番組かつ深夜番組で、ロンドンブーツ1号2号の冠番組。
前身番組の『あなあきロンドンブーツ』、および後継番組の『ぷらちなロンドンブーツ↑HIGH』（〜ハイ）についてもここで述べる。

## 概要
- 当時人気を博していた銀座7丁目劇場に出演してる芸人を中心とした番組『DABO銀』の後継番組として、ロンブー自身初の冠番組『あなあきロンドンブーツ』のタイトルで放送開始。
- 『あなあき』時代は銀座7丁目劇場からの公開収録とロケ企画が中心の構成で、後の『ぷらちな』での人気企画「ガサ入れ」も『あなあき』時代に開始している。
- 番組タイトルの「あなあき」及び「ぷらちな」はそれぞれ、「アナーキー」「不埒な」をもじったものである。
- 2002年10月に編成上の都合でネオバラエティ枠から金曜深夜に移動及び時間を縮小して『〜↑HIGH』にリニューアルするも、同班が制作している『ロンドンハーツ』の視聴率が当時低迷していた為にそちらに力を注ぐ等の理由で、その犠牲になる形で2004年9月にレギュラー放送は終了。これにより、2004年10月以降ロンドンブーツ1号2号が司会を務めるレギュラー番組は火曜日に放送されている『ロンドンハーツ』のみとなった[2]。
- 番組終了後は2004年から2010年まで、クリスマス付近の金曜日または土曜日[3]に「ロンドンブーツXマスSP」と題して年に1回スペシャルとして放送された。
- 2009年2月3日放送の『テレビ朝日開局50周年記念 50時間テレビ』内の『ロンドンハーツスペシャル 第2部』も、実質的にこの番組の復活版として放送された[4]。
- 2012年1月5日放送では約7年ぶりに「ぷらちなロンドンブーツ」の名前が復活し、2013年12月23日まで4回放送された。
- 2013年12月2日放送の『テレビ朝日開局55周年記念 55時間テレビ』でも『ぷらちなロンドンブーツ』の名前でスペシャルとして放送[5]。
- 「ガサ入れ」はロンブーのいわゆる「素人いじり」の才能が発揮された企画であり、これが後に「ロンドンハーツ」での初期の企画「The Bl@ck Mail」「ザ・スティンガー」「THE TRIANGLE」などに繋がる事になり、ロンブーの番組でのカラー・キャラクターが確立された番組であった。

## 番組の歴史・放映時間の変遷
あなあきロンドンブーツ
- 放送時間 : 月曜 25時40分 - 26時10分
- 放送期間 : 1996年4月1日 - 1997年9月29日

ぷらちなロンドンブーツ（30分時代）
- 放送時間 : 木曜 23時25分 - 23時55分
- 放送期間 : 1997年10月2日 - 2000年3月

ぷらちなロンドンブーツ（45分時代）
- 放送時間 : 木曜 23時09分 - 23時54分→23時15分 - 24時00分
- 放送期間 : 2000年4月 - 2002年3月

ぷらちなロンドンブーツ（55分時代）
- 放送時間 : 木曜 23時15分 - 24時10分
- 放送期間 : 2002年4月4日 - 9月26日

ぷらちなロンドンブーツ↑HIGH
- 放送時間 : 金曜 24時45分 - 25時15分
- 放送期間 : 2002年10月 - 2004年9月24日

ロンドンブーツ クリスマススペシャル
- 放送時間 : 年末不定期
- 放送期間 : 2004年12月 - 2010年12月

50時間テレビ ロンドンハーツSP 第2部
- 放送時間 : 火曜 23時15分 - 24時10分
- 放送期間 : 2009年2月3日

ネオバラレジェンド ぷらちなロンドンブーツ
- 放送時間 : 木曜 23時15分 - 25時10分
- 放送期間 : 2012年1月5日

ぷらちなロンドンブーツ クリスマススペシャル
- 放送時間 : 月曜 23時45分 - 25時15分
- 放送期間 : 2012年12月24日

55時間テレビ ぷらちなロンドンブーツ
- 放送時間 : 月曜 23時15分 - 24時15分
- 放送期間 : 2013年12月2日

ぷらちなロンドンブーツ スペシャル
- 放送時間 : 月曜 23時15分 - 24時15分
- 放送期間 : 2013年12月23日

## 出演者

### メイン
- ロンドンブーツ1号2号（田村淳・田村亮）

### 準レギュラー
- 山本太郎
- 河相我聞
- くりぃむしちゅー（上田晋也・有田哲平）…特番でイタリアロケを敢行した時、防寒用の青いジャージをロンブーらと共に着た事から「ジャージーズ」を結成。以降、『〜↑HIGH』の名物となる。

## 番組での各コーナー

### ぷらちなロンドンブーツ

#### ガサ入れ
前身の『あなあき』時代の1996年10月から開始。彼女の浮気を疑っている男性の依頼を受け、女性の自宅を家宅捜索。最後は依頼者に、捜査をした結果、彼女がシロ（浮気をしていない）かクロ（浮気をしていた）かを告げる。
オープニングは、淳・亮が公園のジャングルジム等に座り、以下の流れで台詞を言うのが恒例。
- 淳「あなたは自分の彼女が信用できますか?」→亮「あなたの彼女は浮気してませんか?」→それぞれ一言ずつボヤく→淳「あなたに代わって浮気調査を致します、題してガサ入れ（II）」

また、一応家宅捜索をイメージしているのか、「ロンドンブーツだ!!」と一声入れてから、女性宅に突入するお約束もある。
時間枠が移動した当初は「ガサ入れII」と改題していたが、↑HIGHになってからは元の「ガサ入れ」に戻った。
専ら淳が携帯電話などを使って罠をかけたり誘導尋問を行ったりして、亮はその補佐や結果を告げた後の女性へのフォロー役になる事が多いが、一時期は亮も「ゴミさん」と称したキャラに扮し、女性が捨てたゴミを漁って証拠を捜す役を担っていた。

#### Not 100 (ノットワンハンドレッド)
前身の『あなあき』時代から続くコーナー。淳・亮とゲスト2名が、1人ずつ順番に（基本的に亮→淳→ゲストA→ゲストBの順）、料理に辛い調味料を1〜3回ふりかける（うな重に山椒、スパゲッティにタバスコ等）。これを繰り返していき、通算100回目に調味料をかけた者がそれを全て平らげないといけない。ゲストによってはかける通算回数が異なることがあり、例えば130Rが出演した時は、130回目にかけた人が食べる「Not130」、ナインティナインの特番『ナインティナインだ!!新番組をやらせろスペシャル2』でロンブーが登場した時は99回目にかけた人が食べる「Not99」など、コンビ名にちなんだ回もあった。淳がこのゲームが得意としており、罰を避けたいが為にゲストや亮がプライドを捨てて交渉をしたり心理戦に持ち込むシーンが多く見られる。唯一淳が100回目に当たって激辛料理を食べてしまったのは、加藤晴彦・室井滋組とのゲームである。
激辛料理を食べる以上過酷なゲームであるが、その割には草彅剛・ユースケ・サンタマリアやウッチャンナンチャンも参戦をしている。
挑戦ゲストと料理＆調味料
猿岩石…うどんに七味唐辛子
鶴久政治・田中直樹（ココリコ）…ホットドッグにマスタード
河相我聞・山本太郎…スパゲッティにタバスコ
今田耕司・東野幸治…お雑煮に七味唐辛子
極楽とんぼ…ラーメンにコショウ
ウッチャンナンチャン…うな重に山椒
よゐこ…うな重に山椒
草彅剛・ユースケ・サンタマリア…うどんに七味唐辛子
130R…うどんに七味唐辛子　※前述通り、130回目にかけた人が食べるルールで実施。
ココリコ…鍋焼うどんに七味唐辛子
加藤晴彦・室井滋…そうめんにわさび
渡哲也・田代まさし…冷やしたぬきうどんにわさび　※渡が100を当ててしまい、一口食べて吹き出したのを申し訳なさそうに見た田代とロンブーが代わりに食べた。
小橋建太・三沢光晴…スパゲッティにタバスコ
ナインティナイン…スパゲッティナポリタンにタバスコ　※前述通り、99回目にかけた人が食べるルールで実施。
さまぁ〜ず…冷やし中華に辛子
くりぃむしちゅー…冷やし中華に辛子
千秋・篠原ともえ…スパゲッティにタバスコ
中川家…鍋焼うどんに七味唐辛子
チュートリアル…そばに七味唐辛子　※2009年の復活スペシャルで実施。
猛犬のいる玄関の目の前を通って、吠えられた回数が通算100回目に達したら負けの「Dog 100」（ジャッキー・チェンもゲストで参戦）、バレバレの巨大時計とカウンターを前に何も知らない出川哲朗から制限時間内に「マジで」を多く言わせた人が勝ちの「Not出川」、同様に三村マサカズに大竹一樹と淳が「なんでだよ」を時間内に15回言わせる「Not三村」(言わせられなかったら頭上タライ落下。両者時間内に言わせたら三村に落下)、寝ているガッツ石松の顔に胡椒を順番にふりかけて、気づかれたら負けの「ガッツ100」、複数の女性アイドルやAV女優のバストを見極め、貧乳の人を選んでしまったら負けの「Notボイン」、自分の携帯電話の抽選で決められた番号の相手に電話をかけて、指定したキーワードを言わせる「Not 100 携帯メモリーキーワード」等の兄弟企画もある。

#### Bra Bra BRAVO!
淳・亮が、街を歩く一般女性を2名スカウト。その2人でブラジャー早脱ぎ対決を行わせ、勝った女性には賞金が贈られる。「ガサ入れ」と同様に、低俗番組だと罵られる際の例として挙げられる事も多かったが、上記2企画と共に、初期〜中期の主力企画でもあった。

#### THE DOUBT
ゲスト2名がそれぞれ淳・亮と組み、相手が出した5名の友達の中から、本当は友達ではないDOUBTは誰かを質問で探る。

#### ものまねサバイバー
「物真似を冒涜している」と因縁をつけている（という設定）鬼役のコージー冨田・原口あきまさから、淳・亮やゲストが逃げる鬼ごっこ。
最初に、逃げ手は各自大小の箱を選び、中に入っている物真似の衣装に着替えた上で鬼ごっこに挑む。
- このコーナーの準レギュラーであった山崎邦正は、何故か首から下が裸の人物・キャラを引き当ててしまう事が多かった。

鬼に捕まると、ステージで30秒間、その衣装の人物やキャラクターの物真似を強いられる。全くウケない事による精神的ダメージは計り知れない。
逆に1人でも制限時間一杯まで逃げ切ったら、逆にコージーもしくは原口も30秒間、ベートーベン等、難し過ぎる物真似を強いられる。

#### ぷらちな選挙ステーション
淳・亮と毎回3名のゲストが"立候補"し、1人ずつ順番に自分が選ばれそうな質問（大体自虐的な内容のものが多い）を考える。
- 後期は、立候補者とその人が選ばれそうな質問を一緒に考える支援役との2人1組で戦うペア戦であった。

質問が出たら、街頭に出ているアナウンサーが街を行く人に質問。選ばれた人は、その質問の提案者でなくても、1票を獲得。
5票先取した候補者が"当選"（優勝）。裏金入り菓子折りが贈られる。
「一番細いウンコをしそうな人は？」という質問にはかなりの高確率で淳が選ばれるため、ここぞというときに淳は“伝家の宝刀”と呼び、よく出題していた。

#### ぷらち鍋
昭和の家風のセットの中、こたつを囲み家族に扮装した淳・亮とゲスト2名があるテーマで思い浮かぶものを同時に答える。4人の回答が一致すれば鍋に高級食材を入れることができるが、外れたらその高級食材に類似するゲテモノ（ネギなら芝生、豆腐なら納豆、フグならタツノオトシゴ、松茸ならきのこの山といったもの）を入れられてしまう。
鹿のペニスはぷらち鍋名物で女性ゲストに咥えさせることもしばしばあった。ちなみにこたつの外側にはそれぞれ吐き出す用のバケツが用意されている。
志村けんがゲストの場合は、各自が面白メイクを施して、家族の設定（父親役の志村とその子供3名）で行うのが恒例。

#### わるのり
スタート地点からヒッチハイクを繰り返しつつ、ゴール地点での指令をどちらが先にクリアするかを競う。
ヒッチハイクを成功して車に乗っている途中にスタッフから携帯メールで指令が伝達され、それを達成する事が義務づけられている。また指令は指定した物を確保することが多く、ゴール地点での指令を遂行するのに必要となる。 
上記を3回程達成した後、ゴールへ移動する旨のメールが送られ、ヒッチハイクでゴールへ移動、ゴール地点で最後の指令メールを受け取り、それを実行する。
勝者には打ち上げが豪華になる、ギャラが増える等の特典が与えられる。
パロディ元はあいのり（フジテレビ）。あいのりの元出演者が出ている映像作品では、逆にこの企画がパロディ化されている。

#### キーワードトーク
ロンブーの2人とコンビ芸人をホストに、大物ゲストから特定のキーワードをいくら多く言わせられるかという対決企画。言わせやすいキーワードは低ポイント。際どいキーワードは高ポイントとなっており、全3ラウンドごとの総ポイントにより勝敗を決める。この際、大物ゲストにはただのトーク番組と称しているため気づかれてはいけない。キーワードを言わせたかどうかは背景のセットに仕掛けをされており、ホスト側は分かるようになっている。

#### バウンティハンター
ロンブーとゲストが西部劇のガンマンのコスチュームを着て、全員が発表されたミッションを「出来る」か「出来ない」かを賭ける。「出来る」と選択した人のうち一人が挑戦し、成功したら賞金を獲得できる。レギュラー放送時代は失敗したら「出来る」と選択した全員に電気ショックが流れる。また、全員の意見が一致した時にも電気ショックが流れる。

### ぷらちなロンドンブーツ↑HIGH

#### 東京アンダーワールド
金曜深夜第1回目に放送された企画。裏の世界で生きる方々をゲスト（顔や声は映像処理）に質問し様々なトークを展開。
一見バラエティ番組らしくない雰囲気から一転、後半戦からはゲストを相手に淳vs亮での「キーワードトーク」が展開される。

#### ぷらち鍋DX
ぷらち鍋と同じ。金曜深夜になってからは30分全部にこのコーナーが割かれていた。

#### 混浴爆乳温泉
2チームに分かれ、街で女性をスカウトし温泉施設に来るように誘う。
実際に来た女性のカップ数で点数が定められており（Aカップは1点、Bカップは2点…）、その合計点を競う。

#### ONLY1QUIZ バカの壁
淳・亮とゲスト4名が順番に自作のクイズを出題。
不正解者が1名だけの場合、出題者は賞金1万円を獲得。1人だけ不正解となった回答者には「バカ」の称号が与えられる。ただし出題者自身が間違えた場合、「2バカ」をもらうことになる。

#### Not No.1
淳・亮とゲスト1名が、10名のキャバクラ嬢の中から、その店の売上No.1のキャバクラ嬢を当てない様に選択していく。
まず、1名を呼んで、その人とお酒を飲みながらトークを行い、No.1か否か見極める作戦タイムを数回行ってから、実際に1名ずつ選択していく。
もしNo.1を当ててしまったら、3名が作戦タイム時に空けたお酒の代金を全額自腹で支払わなければならない（3巡行って、No.1が最後まで残った場合、プロデューサーが自腹）。

#### 王様トランプ
淳・亮とゲスト3名が、畳に撒かれた巨大トランプを使って神経衰弱をする。
罰ゲームの書かれたカードを揃えたら、自分以外を1人指名。選ばれた人が、その罰ゲームを受ける。賞品の書かれたカードを揃えたら、その賞品を獲得。但し1枚だけ、黒子が強制的にカードの配置を入れ替えてしまう「シャッフル」カードも混ぜられている。

#### 芸能人裁判
被告（田村淳）が一年間の間に犯した悪戯に対して、原告（被害を受けた芸能人）が淳を訴える。
スタジオでは弁護士、陪審員（客席）、ゲスト陪審員（芸能人）が有罪か無罪かを評決し、罪の内容が有罪と認められた場合は淳は原告に対して、罪に似合う慰謝料・損害賠償を支払わなければならない。
コンセプトは「ダウンタウンのガキの使いやあらへんで!!」（日本テレビ）と似ている部分があるが、「ガキの使いの」場合はそれなりの罰ゲームに対して、当番組は実際に現金を支払う必要がある。
「芸能人裁判」のコーナーに至っては、番組終了後も毎年年末に特番として放送されていた（2005年まで）。

### クリスマスSP

#### ロンスポ 芸能界悲惨なNEWSアワード
スタジオに集まった芸能人達がその年の芸能ニュースを振り返りながら、どこにも報道されなかった自身の悲惨なエピソードを披露していき、誰が最も悲惨だったかを決定するもの。
2006年までは芸能人裁判やものまねサバイバーなどレギュラー時代のコーナーが中心だったが、2007年からこのコーナーがメイン企画となった。
2011年はクリスマスではなく年明けの2012年1月5日に放送された。

## スタッフ

### レギュラー版
- ナレーション：広中雅志
- 構成：高須光聖、そーたに、鮫肌文殊、遠藤みちスケ、鈴木しげき、岩本哲也
- カメラ：青木芳行、門倉秀樹
- 音声：近藤良弘、福沢寿三
- 美術：石井哲也
- 美術進行：入江大介
- スタイリスト：渡辺浩司
- メイク：shin
- 編集：加藤弘行（パッチワーク）
- 音響効果：笠松広司（デジタルサーカス）
- AD：地曳範剛、安孫子みどり、鈴木孝貴（最終回はディレクター）
- AP：荒川道代
- ディレクター：北村要（途中から抜けた）、頼誠司、佐藤誠二、磯畑哲也、守屋茂員
- プロデューサー：板橋順二、藤井智久（以前はディレクター） ／ 石水浩（テレテック）、清水和成（吉本興業）
- 技術協力：スウィッシュ・ジャパン、パークタワーウエスト改めテレテックメディアパーク（2000年9月まで）→パッチワークビデオスタジオ（2000年10月〜2004年9月24日）
- 美術協力：テレビ朝日クリエイト
- 企画協力：吉本興業
- 制作協力：テレテック
- 制作著作：テレビ朝日

### Xマススペシャル版
2012年
- ナレーション：広中雅志
- 構成：高須光聖、そーたに、岩本哲也、寺田智和
- TM：大島秀一
- TD：田中祥嗣
- カメラ：門倉秀樹
- VE：武藤康広
- 音声：佐々木瑠美
- 照明：松原功幸
- PA：石渡洋志
- デザイン：森永牧子
- 美術進行：入江大介（テレビ朝日クリエイト）
- 大道具：小宮山博章
- 小道具：塚谷将朗
- 装飾：前西原亜戸
- 特殊効果：吉川剛
- 編集：明官充、中村哲夫
- MA：大形省一
- スタイリスト：渡辺浩司
- メイク：大久保智子
- 音効：笠松広司
- 編成：高橋正輝
- 宣伝：望野智美
- TK：吉条雅美
- デスク：中川千波
- 協力：スウィッシュ・ジャパン、テイクシステムズ、ビデオ・パック・ニッポン、テレビ朝日クリエイト、東京オフラインセンター
- 制作協力：テレテック
- AP：吉田奈央
- AD：山本健矢
- ディレクター：地曳範剛、宮本大輔、山内智未
- 演出：頼誠司
- プロデューサー：松野良紀 ／ 石水浩（テレテック）
- ゼネラルプロデューサー：藤井智久
- 制作著作：テレビ朝日

過去のスタッフ
- プロデューサー：村山俊彦（2008,09年）
- ディレクター：佐藤誠二
- AP：立川伸太郎、荒川道代、鈴木美絵
- SW：柴崎進
- 音声：後藤龍幸
- 照明：弓削和幸
- 美術：玉置未和
- メイク：佐野優美子
- TK：伊藤美紀

### 50時間テレビ ロンドンハーツSP版（2009年）
- ナレーション：広中雅志
- 構成：高須光聖、そーたに、岩本哲也
- カメラマン：青木芳行
- 音声：福沢寿三
- VE：粕谷弘樹
- 照明：弓削和幸（テレテック）
- 美術：小山晃弘
- 美術進行：入江大介
- スタイリスト：渡辺浩司
- メイク：佐野優美子
- 編集：明官充
- MA：大形省一
- 音効：笠松広司
- TK：吉条雅美
- 編成：村上浩一
- 広報：今木清志
- デスク：中川千波
- AD：服部陽一、大井友美
- AP：立川伸太郎、荒川道代
- ディレクター：頼誠司、磯畑哲也、地曳範剛
- プロデューサー：山岡重樹 ／ 石水浩（テレテック）
- チーフプロデューサー：藤井智久
- 技術協力：スウィッシュ・ジャパン、ビデオ・パック・ニッポン
- 美術協力：テレビ朝日クリエイト
- 企画協力：吉本興業
- 制作協力：テレテック
- 制作著作：テレビ朝日

### 55時間テレビ版（2013年）
- ナレーション：広中雅志
- 構成：高須光聖、そーたに、岩本哲也、寺田智和
- カメラ：門倉秀樹
- 音声：玉城善行
- デザイン：井磧伸介、加藤由紀子
- 美術進行：入江大介、野口香織
- 大道具：小宮山博章
- 小道具：塚谷将朗
- 衣装：片瀬美穂
- 編集：明官充、中村哲夫
- MA：大形省一
- メイク：下山麻衣子
- 音効：笠松広司
- 宣伝：望野智美
- 編成：吉村周、池田佐和子
- TK：吉条雅美
- デスク：原利加子
- イラスト：塚本隆介
- 協力：スウィッシュ・ジャパン、ビデオ・パック・ニッポン、テレビ朝日クリエイト、東京オフラインセンター、KDDI、東京ドイツ村
- 制作協力：テレテック
- AP：吉田奈央
- AD：谷口圭
- ディレクター：地曳範剛、宮本大輔、佐藤誠二、中村いずみ、北嶋浩久、森田惇、岩田周人、北野貴章、近藤正紀、橋田裕元、高山賢一
- 演出：頼誠司
- プロデューサー：松野良紀 ／ 石水浩（テレテック）
- ゼネラルプロデューサー：藤井智久
- 制作著作：テレビ朝日

## 番組テーマ曲

### オープニングテーマ

#### ぷらちなロンドンブーツ
- 「バードメン」THEE MICHELLE GUN ELEPHANT
- 「不死身のエレキマン」THE HIGH-LOWS
- 「NEW REVOLUTION」Macaroni
- 「NO TUESDAY」pre-school
- 「ベイビー・スターダスト」THEE MICHELLE GUN ELEPHANT
- 「Time Goes Around」smorgas
- 「GHOST」SADS（2002年4月 - ?）

#### ぷらちなロンドンブーツHIGH↑
- 「SECTOR」B-DASH

### エンディングテーマ

#### あなあきロンドンブーツ
- 「底なし」The ピーズ - 『ぷらちなHIGH↑』最終回のエンディングでも使用された。

#### ぷらちなロンドンブーツ
- 「THE GAME」ZEPPET STORE
- 「僕にだけ吹く風」LIFE RECORDERS
- 「サンシャイン・ラブ」忌野清志郎
- 「NEW SOUL」PEALOUT
- 「 (I've been waiting so long）IN MY BED」PENPALS
- 「MIND YOUR STEP!」SNAIL RAMP
- 「東京の空」LIFE RECORDERS（1999年10月 - ?）
- 「It Just Makes Me Want To Cry」Chatter 8th woman
- 「Pau Hana」babamania
- 「SOMETHING ORIGINAL」RUDE BONES
- 「部分」WORD
- 「Turning point」the PeteBest
- 「ちょ」B-DASH

#### ぷらちなロンドンブーツHIGH↑
- 「サイナラ」The ピーズ
- 「STEP BY STEP」FULL MONTY
- 「さよならベイビー」サンボマスター（2003年7月 - 9月）
- 「Night Light Insect」POSSIBILITY
- 「later」FUZZY CONTROL

## 放映ネット局
| 放送対象地域  | 放送局             | 系列           | 備考                                                                                                  |
| ------------- | ------------------ | -------------- | --- |
| 関東広域圏    | テレビ朝日         | テレビ朝日系列 | 制作局                                                                                                |
| 北海道        | 北海道テレビ       | テレビ朝日系列 | |
| 青森県        | 青森朝日放送       | テレビ朝日系列 | |
| 岩手県        | 岩手朝日テレビ     | テレビ朝日系列 | |
| 宮城県        | 東日本放送         | テレビ朝日系列 | |
| 秋田県        | 秋田朝日放送       | テレビ朝日系列 | |
| 山形県        | 山形テレビ         | テレビ朝日系列 | |
| 福島県        | 福島放送           | テレビ朝日系列 | |
| 新潟県        | 新潟テレビ21       | テレビ朝日系列 | |
| 長野県        | 長野朝日放送       | テレビ朝日系列 | |
| 静岡県        | 静岡朝日テレビ     | テレビ朝日系列 | |
| 富山県        | チューリップテレビ | TBS系列        | |
| 石川県        | 北陸朝日放送       | テレビ朝日系列 | |
| 中京広域圏    | 名古屋テレビ       | テレビ朝日系列 | |
| 近畿広域圏    | 朝日放送           | テレビ朝日系列 | 30分番組時代は放送無し。ネット開始以降もナイトinナイト放送のため、約1時間15分遅れの時差ネットで放送。 |
| 島根県 鳥取県 | 山陰放送           | TBS系列        | |
| 広島県        | 広島ホームテレビ   | テレビ朝日系列 | |
| 山口県        | 山口朝日放送       | テレビ朝日系列 | |
| 香川県 岡山県 | 瀬戸内海放送       | テレビ朝日系列 | |
| 愛媛県        | 愛媛朝日テレビ     | テレビ朝日系列 | |
| 高知県        | 高知放送           | 日本テレビ系列 | |
| 徳島県        | 四国放送           | 日本テレビ系列 | |
| 福岡県        | 九州朝日放送       | テレビ朝日系列 | |
| 長崎県        | 長崎文化放送       | テレビ朝日系列 | |
| 熊本県        | 熊本朝日放送       | テレビ朝日系列 | |
| 大分県        | 大分朝日放送       | テレビ朝日系列 | |
| 鹿児島県      | 鹿児島放送         | テレビ朝日系列 | |
| 沖縄県        | 琉球朝日放送       | テレビ朝日系列 | |